# Route 6 (Ontario)
Pour les articles homonymes, voir Route 6.
La route 6 est une route provinciale de l'Ontario reliant Port Dover à la Route 17 au nord d'Espanola (McKerrow). Elle possède une longueur totale de 514 kilomètres (avec le traversier (voir description du tracé section 3)).

## Description du Tracé

### Section 1: entrePort Doveret l'Autoroute 403

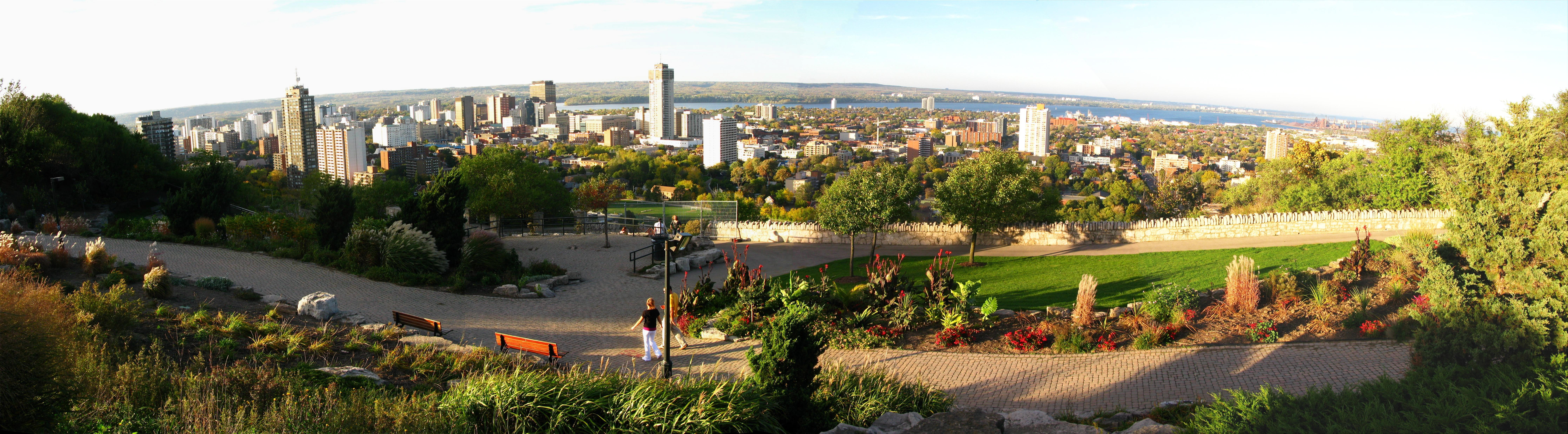
Hamilton, Ontario.

La route 6 commence officiellement dans le centre-ville de Port Dover, à la hauteur de la rivière Lynn. Après avoir traversé la ville, elle se dirige vers le nord-est en traversant des terres agricoles pendant 35 kilomètres en traversant Jarvis et Hagersville en plus de croiser la Route 3 à Jarvis. Elle contourne ensuite Caledonia par l'ouest en étant une petite autoroute à 2 voies. Elle bifurque ensuite vers l'est étant appelée Green St., puis elle bifurque à nouveau vers le nord. Elle passe ensuite juste au sud de l'aéroport John C. Munro d'Hamilton avant de rejoindre l'autoroute 403 avec laquelle la route 6 forme un multiplex pendant 13 kilomètres. C'est à ce point que la première section de la route 6 se termine.

### Section 2: entre l'autoroute 403et l'autoroute 401
La deuxième section est très courte: elle ne mesure que 27 kilomètres!
Après avoir quitté l'autoroute 403, elle se dirige vers le nord-ouest en étant une route rurale en croisant la Route 5 à l'ouest de Waterdown. C'est à Morriston que la 6 se joint à l'autoroute 401 pendant 4 kilomètres et c'est justement à ce point que la deuxième section de la 6 se termine.

### Section 3: entre l'autoroute 401etTobermory

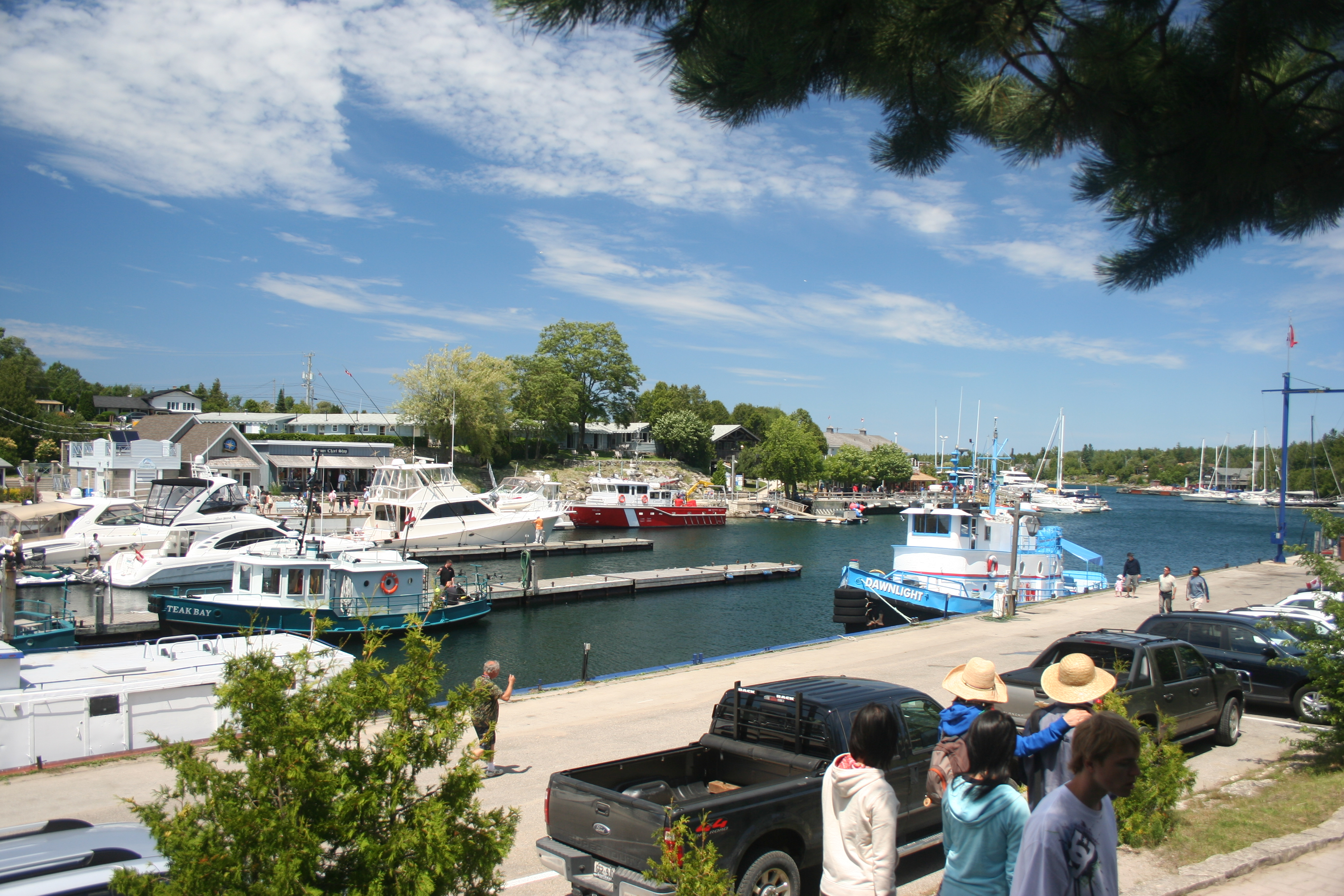
Tobermory, Ontario.

Après avoir quitté l'autoroute 401 (sortie 295), la route 6 se dirige vers le nord-ouest pendant 9 kilomètres en étant une route à 4 voies divisées (Hanton Parkway). C'est avec sa jonction avec Kortright St. que la route 6 fait son entrée dans Guelph.
Dans Guelph, la 6 est appelée Hanton Parkway et Woodlawn Rd. en plus de posséder de nombreuses intersections et en possédant un échangeur avec la Route 7. En fait, elle passe à l'ouest du centre-ville de Guelph tandis que la Route 7 passe directement dans le centre-ville.
Après avoir quitté Guelph, la 6 se dirige vers le nord-ouest pendant 54 kilomètres avant de bifurquer vers le nord pendant 66 kilomètres en passant dans Fergus, Arthur, Mount Forest et Durham. Un peu avant Owen Sound, elle forme un multiplex avec la Route 10. Dans Owen Sound, elle bifurque vers l'ouest en étant appelée 10th St. À l'ouest de Owen Sound, après avoir croisé la Route 21, la route 6 se dirige vers le nord-ouest pendant 16 kilomètres, puis vers le nord pendant 15 kilomètres, puis vers l'ouest pendant 4 kilomètres en passant directement dans Wiarton. C'est 7 kilomètres au nord-ouest de Wiarton qu'elle fait son entrée dans la Bruce Peninsula. En fait, elle traverse toute la péninsule en restant dans le centre de la péninsule sur une distance de 67 kilomètres jusqu'à Tobermory en ne traversant aucune grande ville. C'est à Tobermory que l'on doit prendre le traversier pour aller vers la rive nord de la baie Géorgienne.
Le traversier est ouvert de début mai jusqu'à la mi-octobre.

### Section 4: entreSouth BaymouthetMcKerrow(Route 17)

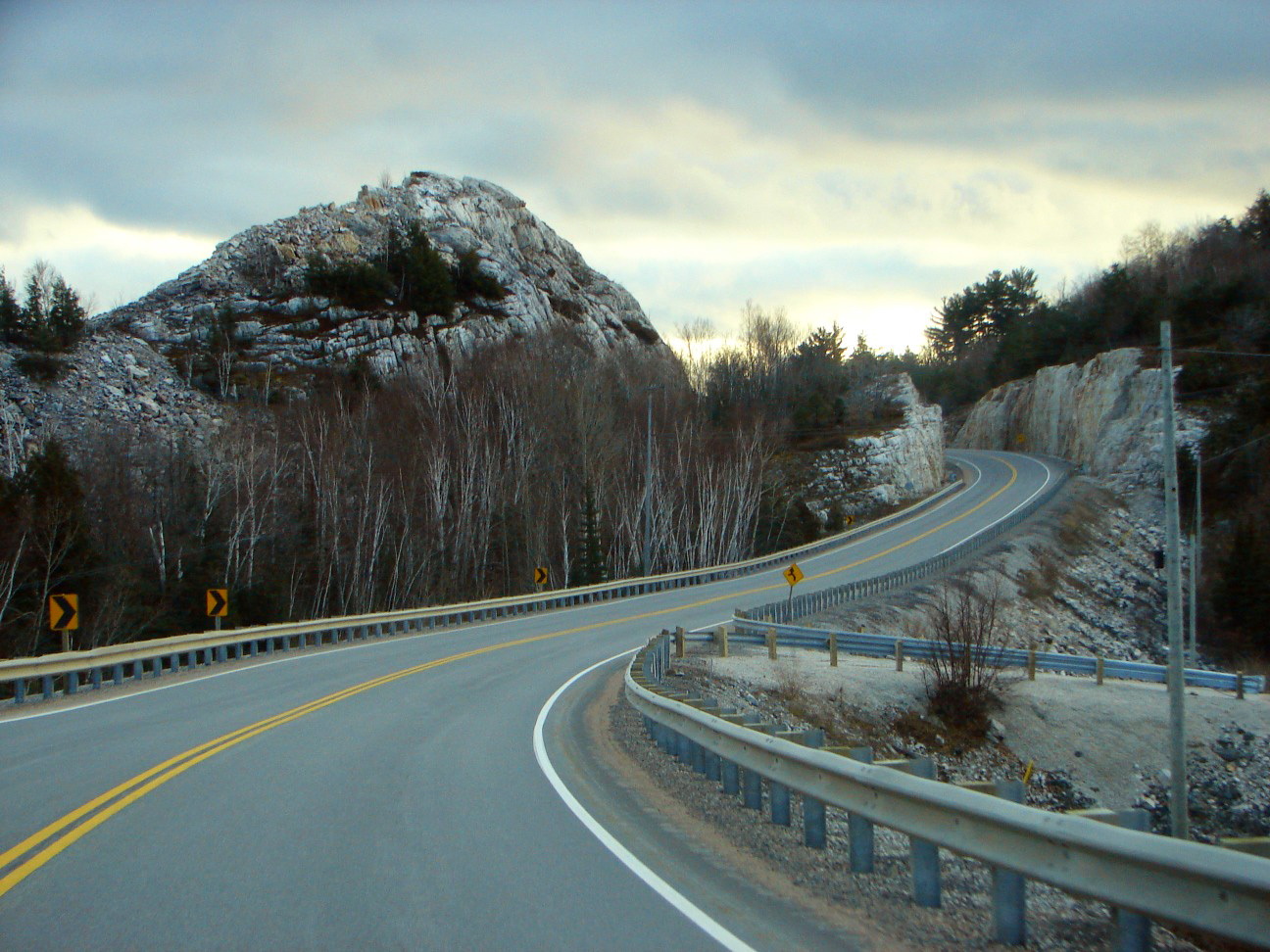
La route 6 sur l'île La Cloche.

Après le traversier, elle traverse l'île Manitoulin du sud au nord jusqu'à Little Current sur une distance de 64 kilomètres en passant juste à l'ouest de Manitowaning. Elle traverse ensuite l'île La Cloche en passant par McGregor Bay et Birch Island. Elle se rend ensuite à Espanola (46 kilomètres de Little Current) avant de se rendre jusqu'à la Route 17 en direction de Sault Sainte Marie ou de Sudbury après avoir parcouru 514 kilomètres en Ontario.

## Projets Futurs
Deux projets sont projetés en date de 2012:

### Projet 1
Le premier projet est de construire directement la route 6 entre Caledonia et l'aéroport d'Hamilton pour faire éviter la déviation entre Caledonia et l'aéroport d'Hamilton (Green St.). Aucune date n'est planifiée pour ces travaux.

### Projet 2
Le deuxième projet est simple: il s'agit d'élargir la route 6 en autoroute à 4 voies divisées sur une distance de 2 kilomètres au nord de l'autoroute 403 au nord d'Hamilton en plus de construire un échangeur avec Old York Road. Encore une fois, aucune date n'est planifiée pour la réalisation de ces travaux.

## Intersections Principales
| Route 6                                     |           |                   |                             |                                                                                  |
| ville                                       | km        | intersection      | destinations                | notes                                                                            |
| Port Dover                                  | 0         | Saint Patrick St. |                             | début de la 6                                                                    |
| Jarvis                                      | 14        | Route 3           | Simcoe, Port Colborne       |                                                                                  |
| Hamilton                                    | 60 à 73   | Autoroute 403     | Woodstock, London, Toronto  | Multiplex pendant 13 kilomètres                                                  |
| Hamilton                                    | 77        | Route 5 ouest     | Cambridge (via Route 8)     | La section entre l'autoroute 403 et la Route 5 sera une autoroute prochainement. |
| Morriston                                   | 100 à 104 | Autoroute 401     | London, Windsor, Toronto    | Multiplex pendant 4 kilomètres                                                   |
| Guelph                                      | 116 à 120 | Route 7           | Kitchener, Brampton         | Multiplex pendant 4 kilomètres; échangeur au sud                                 |
| Mount Forest                                | 172       | Route 89          | Shelburne, Harriston        |                                                                                  |
| Chatsworth                                  | 230       | Route 10 sud      | Shelburne, Orangeville      |                                                                                  |
| Owen Sound                                  | 243       | Route 26 est      | Collingwood, Wasaga Beach   |                                                                                  |
| Owen Sound                                  | 248       | Route 21 ouest    | Port Elgin                  |                                                                                  |
| Tobermory                                   | 353       | traversier        | vers route 6 nord           | ouvert début mai/mi-octobre                                                      |
| South Baymouth                              | 387       | fin du traversier | vers Tobermory              |                                                                                  |
| Tehkummah                                   | 400       | Route 542 nord    | Tehkummah, Gore Bay         |                                                                                  |
| Little Current                              | 451       | Route 540 ouest   | Gore Bay                    |                                                                                  |
| McKerrow                                    | 514       | R-17              | Sudbury, Sault Sainte Marie | Fin de la route 6                                                                |
| Vert= Multiplex / bleu= Échangeur (complet) |           |                   |                             |                                                                                  |